# 莱尔米塔日
莱尔米塔日（法語：L'Hermitage，法語發音：[lɛʁmitaʒ]），又称莱米塔日，是法国伊勒-维莱讷省的一个市镇，位于该省中西部，属于雷恩区和雷恩都会区，其市镇面积为6.74平方公里，2022年1月1日时人口数量为4683人。
莱尔米塔日是雷恩都会区的组成部分，是雷恩西郊的一个卫星城。

## 行政
莱尔米塔日的邮政编码为35590，INSEE市镇编码为35131。当地居民被称为。

## 地名
“莱尔米塔日”一名来源于法语单词“隐士”（Ermite）。

## 地理

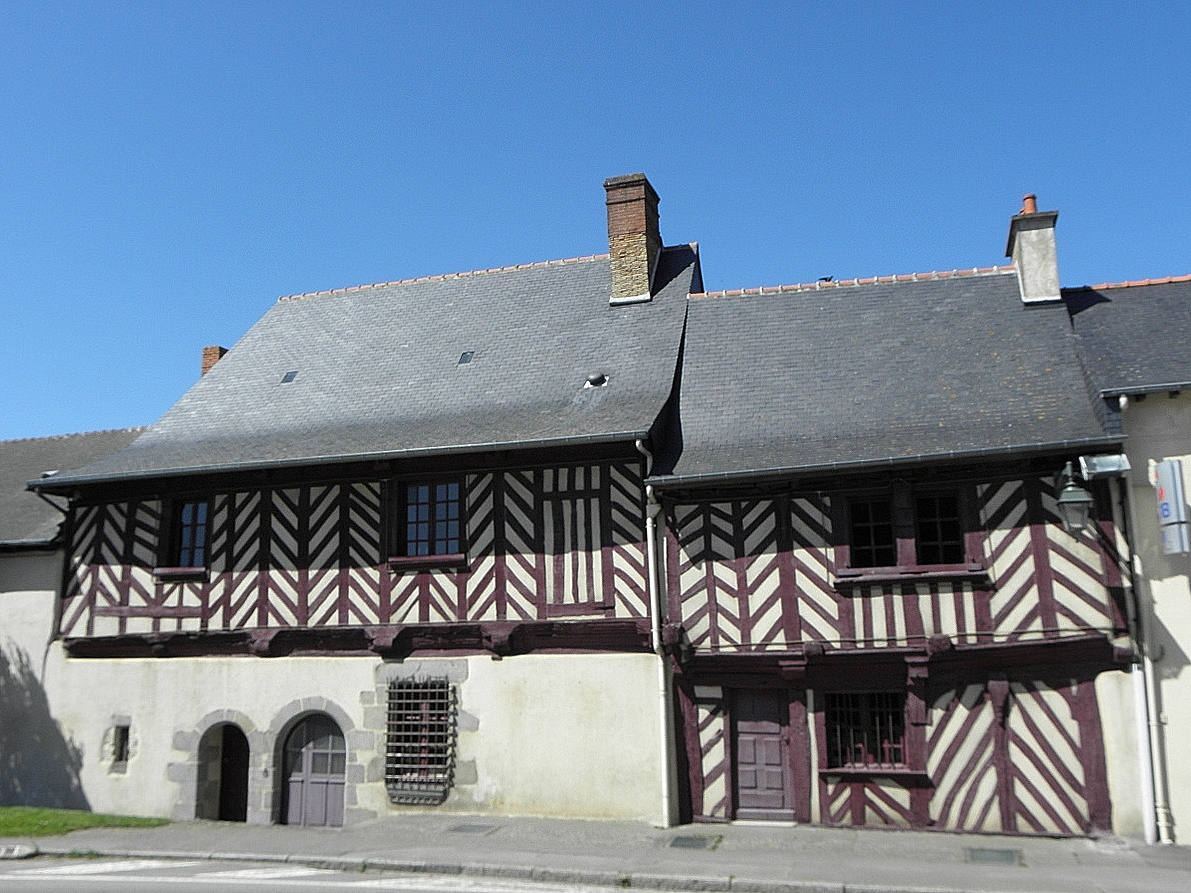
莱尔米塔日民居

莱尔米塔日（48°7'33"N, 1°48'57"W）位于法国西北部，布列塔尼大区东部和伊勒-维莱讷省中西部，距离省会雷恩大约11公里。
与莱尔米塔日接壤的市镇包括：圣吉勒、帕塞、勒勒、莫尔代勒、拉沙佩勒图阿罗。
莱尔米塔日境内地势平坦，海拔在27至56米之间。
莱马尔努瓦尔溪（Ruisseau des Mares Noires）自北向南流经境内西部，为默河的一条支流。
按照柯本气候分类法，莱尔米塔日属于较为典型的温带海洋性气候，全年温差较小，降水分布均匀。

## 交通
伊勒-维莱讷省省道D21线、D35线、D125线和D287线在莱尔米塔日境内交汇。雷恩公交53路和快速153线经过莱尔米塔日境内并设有站点。莱尔米塔日-莫尔代勒站是巴黎－布雷斯特铁路上的一个通勤车站，每天停靠往返于雷恩和圣布里厄的区域列车。

## 政治
现任莱尔米塔日市长为安德烈·舒旺先生（André Chouan），他是一名左翼无党派人士。

## 人口
| 年份   | 1936 | 1946 | 1954 | 1962 | 1968  | 1975  | 1982  | 1990  | 1999  | 2004  | 2009  | 2014  | 2018  |
| ------ | ---- | ---- | ---- | ---- | ----- | ----- | ----- | ----- | ----- | ----- | ----- | ----- | ----- |
| 人口數 | 743  | 790  | 876  | 916  | 1,401 | 2,261 | 3,028 | 3,248 | 3,093 | 3,671 | 3,725 | 4,127 | 4,533 |

## 景点
- 莱尔米塔日殉难十字架（法语：Calvaire de L'Hermitage）为法国国家文物保护单位。